# Weißensberg
Weißensberg est une commune de Bavière (Allemagne), située dans l'arrondissement de Lindau, dans le district de Souabe.